# Heteracia
 Heteracia  Fisch. & C.A.Mey., 1835 è un genere di piante angiosperme dicotiledoni della famiglia delle Asteraceae.

## Etimologia
Il nome scientifico del genere è stato definito dai botanici Friedrich Ernst Ludwig von Fischer (1782-1854) e Carl Anton von Meyer (1795-1855) nella pubblicazione " Index Seminum, quae Hortus Botanicus Imperialis Petropolitanus pro Mutua Commutatione Offert. Accedunt Animadversiones Botanicae Nonnullae. St. Petersburg" ( Index Seminum [St.Petersburg (Petropolitanus)] 1: 29 ) del 1835.

## Descrizione
Habitus. Le specie di questo gruppo sono piante annuali non molto alte con abbondante latice amaro.
Fusto. Gli scapi fiorali sono cavi e afilli; possono originare direttamente dal rizoma. In alcuni casi i fusti sono ramificati. Le radici in genere sono di tipo fittonante.
Foglie. Le foglie formano delle rosette radicali con lamine di tipo sagittato. Le foglie lungo il caule sono disposte in modo alterno e spesso sono abbraccianti il caule stesso.
Infiorescenza. L'infiorescenza è composta da uno o più capolini terminali (o ascellari) e solitari. I capolini, solamente di tipo ligulifloro, sono formati da un involucro composto da diverse brattee (o squame) all'interno delle quali un ricettacolo fa da base ai fiori ligulati. L'involucro ha una forma emisferica ed è formato da due serie di brattee. Solitamente le due serie di brattee non sono uguali: la serie interna è eretta con forme lanceolate, mentre quella esterna è patente con 2 - 5 brattee; raramente le brattee sono connate alla base. Il ricettacolo è piano e nudo (senza pagliette a protezione della base dei fiori).
Fiori. I fiori, tutti ligulati, sono tetra-ciclici (ossia sono presenti 4 verticilli: calice – corolla – androceo – gineceo) e pentameri (ogni verticillo ha in genere 5 elementi). I fiori sono ermafroditi, fertili e zigomorfi.
- Formula fiorale:

*/x K {\displaystyle \infty }, [C (5), A (5)], G 2 (infero), achenio
- Calice: i sepali del calice sono ridotti ad una coroncina di squame.
- Corolla: le corolle sono formate da una ligula terminante con 5 denti; il colore in genere è giallo; la superficie può essere sia pubescente che glabra.
- Androceo: gli stami sono 5 con filamenti liberi e distinti, mentre le antere sono saldate in un manicotto (o tubo) circondante lo stilo.[11] Le antere alla base sono prive di codette. Il polline è tricolporato.[12]
- Gineceo: lo stilo è filiforme. Gli stigmi dello stilo sono due divergenti e ricurvi con la superficie stigmatica posizionata internamente (vicino alla base).[13] L'ovario è infero uniloculare formato da 2 carpelli.

Frutti. I frutti sono degli acheni con pappo. Gli acheni, rostrati (con becco) e costati, sono glabri ed hanno delle forme da rotonde a fusiformi o obovoidi (raramente sono compressi); la superficie può essere trasversalmente tubercolata. Gli acheni sono dimorfi: gli esterni sono irregolarmente costati e con forme obconiche, sono persistenti ma privi di pappo; gli acheni interni hanno forme obpiramidali con un becco (più lungo in quegli più interni). Il pappo è setoloso (setole scabre/barbate) o anche nullo .

## Biologia
- Impollinazione: l'impollinazione avviene tramite insetti (impollinazione entomogama tramite farfalle diurne e notturne).
- Riproduzione: la fecondazione avviene fondamentalmente tramite l'impollinazione dei fiori (vedi sopra).
- Dispersione: i semi (gli acheni) cadendo a terra sono successivamente dispersi soprattutto da insetti tipo formiche (disseminazione mirmecoria). In questo tipo di piante avviene anche un altro tipo di dispersione: zoocoria. Infatti gli uncini delle brattee dell'involucro si agganciano ai peli degli animali di passaggio disperdendo così anche su lunghe distanze i semi della pianta.

## Distribuzione e habitat
La distribuzione di queste specie varia dalla Crimea alla Cina.

## Tassonomia
La famiglia di appartenenza di questa voce (Asteraceae o Compositae, nomen conservandum) probabilmente originaria del Sud America, è la più numerosa del mondo vegetale, comprende oltre 23.000 specie distribuite su 1.535 generi, oppure 22.750 specie e 1.530 generi secondo altre fonti (una delle checklist più aggiornata elenca fino a 1.679 generi). La famiglia attualmente (2021) è divisa in 16 sottofamiglie.

### Filogenesi
Il genere di questa voce appartiene alla sottotribù Crepidinae della tribù Cichorieae (unica tribù della sottofamiglia Cichorioideae). In base ai dati filogenetici la sottofamiglia Cichorioideae è il terz'ultimo gruppo che si è separato dal nucleo delle Asteraceae (gli ultimi due sono Corymbioideae e Asteroideae). La sottotribù Crepidinae fa parte del "quarto" clade della tribù; in questo clade è in posizione "centrale" vicina alle sottotribù Chondrillinae e Hypochaeridinae.
I caratteri più distintivi per questa sottotribù (e quindi per i suoi generi) sono:
- in queste piante non sono presenti i peli piccoli, morbidi e ramificati;
- le brattee involucrali sono disposte in due serie ineguali;
- i capolini contengono molti fiori;
- le setole del pappo non sono fragili;
- gli acheni alla base sono poco compressi.

La sottotribù è divisa in due gruppi principali uno a predominanza asiatica e l'altro di origine mediterranea/euroasiatica. Da un punto di vista filogenetico, all'interno della sottotribù, sono stati individuati 5 subcladi. Il genere di questa voce appartiene al subclade denominato "Garhadiolus-Heteracia clade". Questo subclade, nell'ambito della sottotribù, occupa una posizione vicina al "core" della sottotribù ed è inserito in una politomia formata dai subcladi Ixeris-Ixeridium-Taraxacum e Dubyaea-Nabalus-Soroseris-Syncalathium. Il clade comprende cinque generi piccoli o monotipici: Garhadiolus, Heteracia, Heteroderis, Lagoseriopsis e Acanthocephalus.
Nel clade Garhadiolus-Heteracia il genere Acanthocephalus è in posizione "basale" seguito dal genere Garhadiolus. Il "core" è formato dai tre rimanenti generi (tra cui Heteracia) in posizione politomia. [La precedente configurazione filogenetica è basata sull'analisi di alcune particolari regioni (nrITS) del DNA; analisi su altre regioni (DNA del plastidio) possono dare dei risultati lievemente diversi.]
I caratteri distintivi per le specie del genere Heteracia sono:
- le brattee interne non induriscono e non si saldano ai frutti;
- il pappo è assente o a forma di coroncina o è presente solamente negli acheni interni.

Il numero cromosomico della specie è: 2n = 8 (specie diploidi).

### Elenco delle specie
Questo genere ha 2 specie:
- Heteracia epapposa (Regel & Schmalh.) Popov, 1941 - Distribuzione: Afghanistan, Kirgizistan, Turkmenistan e Uzbekistan
- Heteracia szovitsii  Fisch. & C.A.Mey., 1835 - Distribuzione: Asia